# Douglas Hyde
Douglas Hyde (în irlandeză Dubhghlas de hÍde; n. 17 ianuarie 1860 – d. 12 iulie 1949), denumit și An Craoibhín Aoibhinn („Frumoasa rămurică”), a fost un intelectual de limbă irlandeză care a fost primul președinte al Irlandei între 1938 și 1945. A înființat Gaelic League, una dintre cele mai influente organizații culturale din Irlanda acelei perioade.

## Originile
Hyde s-a născut la Longford House în Castlerea, comitatul Roscommon, pe când mama lui, Elizabeth, născută Oldfield (1834–1886), era acolo în vizită. Tatăl său, Arthur Hyde, era rector (preot anglican) la Kilmactranny, comitatul Sligo între 1852 și 1867, și acolo a copilărit Hyde. Arthur Hyde și Elizabeth Oldfield s-au căsătorit în Roscommon în 1852 și au avut trei copii, Arthur (1853-1879), John Oldfield (1854-1896) și Hugh (1856) Hyde. În 1867, tatăl lui a fost numit prebendar și rector la Tibohine, și familia s-a mutat la Frenchpark, comitatul Roscommon. El nu a mers la școală din cauza unei boli suferite în copilărie și a învățat acasă cu tatăl și mătușa lui. Încă de tânăr, a fost fascinat de limba irlandeză vorbită în zonă de bătrâni. O influență deosebită a avut-o asupra sa administratorul de terenuri de vânătoare Seamus Hart și soția prietenului său, d-na Connolly. A suferit mult la 14 ani când a murit Hart și și-a pierdut temporar interesul în limba irlandeză, prima limbă pe care începuse să o învețe mai detaliat. El a vizitat însă Dublinul de mai multe ori și a realizat că mai există grupuri de oameni ca el, interesați de irlandeză, limbă marginalizată la acea vreme și considerată înapoiată și demodată.
Respingând presiunea familiei care dorea ca el să urmeze o carieră preoțească, Hyde a urmat în schimb o carieră academică. A intrat la Trinity College, Dublin unde a învățat să vorbească fluent franceza, latina, germana, greaca și ebraica. A devenit în 1931 președinte al The College Historical Society. Pasiunea sa pentru limba irlandeză, deja o limbă în grav declin, l-a determinat să fondeze Gaelic League (în irlandeză, Conradh na Gaedhilge), în speranța că va salva limba de la dispariție.
Hyde s-a căsătorit în 1893 cu germana Lucy Cometina Kurtz, împreună cu care a avut două fiice, Nuala și Una.

## Conradh na Gaedhilge
Hyde a devenit membru al Societății pentru Conservarea Limbii Irlandeze pe la 1880, și între 1879 și 1884 a publicat peste o sută de poezii în irlandeză, sub pseudonimul „An Craoibhín Aoibhinn”. Mișcarea pentru limba irlandeză, la început considerată excentrică, a căpătat treptat o popularitate mare în toată insula. Hyde a ajutat la înființarea publicației Gaelic Journal în 1892, și în luna noiembrie a aceluiași an a scris un manifest intitulat Necesitatea dezanglicizării națiunii irlandeze, susținând că Irlanda trebuie să-și urmeze propriile tradiții în ce privește limba, literatura și portul.
În 1893, a contribuit la înființarea Ligii Gaelice, organizație ce avea scopul de a încuraja păstrarea culturii irlandeze, a muzicii, dansului și limbii. Mulți membri ai noii generații de lideri irlandezi care au jucat un rol în lupta pentru independența Irlandei la începutul secolului al XX-lea, printre care Patrick Pearse, Éamon de Valera, Michael Collins și Ernest Blythe, au fost atrași în politică și inspirați de ideile independenței irlandeze prin implicarea lor în Conradh na Gaedhilge (Liga Gaelică).
Hyde însă nu era mulțumit de politizarea crescândă a mișcării sale (care fusese infiltrată de Frăția Republicană Irlandeză, ca și Voluntarii Irlandezi și Asociația Sportivă Gaelică) și a demisionat din funcția de președinte al ei în 1915; a fost înlocuit de cofondatorul Eoin MacNeill.

## Senator
Hyde nu era în niciun fel asociat grupării Sinn Féin și mișcării pentru independență. A acceptat, cu toate acestea, să fie numit senator în Seanad Éireann, camera superioară a legislativului Statului Liber Irlandez (Oireachtas) venită din partea prietenului său, președintele Consiliului Executiv W. T. Cosgrave, după înființarea noului stat.
Mandatul său a fost însă de scurtă durată. În noiembrie 1925, noua lege electorală a făcut ca membrii camerei superioare să fie aleși prin vot și nu numiți. Hyde a participat la alegeri, într-un unic colegiu electoral național, dar o campanie de denigrare dusă de o organizație religioasă, Societatea Catolică a Adevărului, campanie bazată pe falsa acuzație că Hyde ar susține divorțul și pe faptul că era protestant, promovată în editorialele din Irish Independent de secretarul Societății, i-a compromis șansele la alegeri și și-a pierdut locul în legislativ.
A revenit în mediul universitar, ca profesor de irlandeză la University College Dublin, unde i-a fost student, printre alții, viitorul procuror general și președinte al Irlandei, Cearbhall Ó Dálaigh.

## Președinția

### Nominalizarea
În aprilie 1938, când era deja pensionat, Douglas a fost chemat de taoiseachul Éamon de Valera și numit din nou în Seanad Éireann. Noul mandat a fost și mai scurt decât precedentul, de data aceasta deoarece, la propunerea partidului Fine Gael, Hyde a fost ales, în urma negocierilor între partide, să fie primul președinte al Irlandei, funcție în care a fost ales fără a avea contracandidat. El a fost ales din mai multe motive:
- Atât taoiseachul Éamon de Valera, cât și liderul opoziției, W. T. Cosgrave, îl admirau;
- Ambii lideri doreau un președinte cu prestigiu universal care să dea credibilitate noii funcții, mai ales după ce noua Constituție din 1937 nu clarifica cine este șeful statului: președintele sau monarhul britanic;
- Ambii lideri doreau să spele umilința suferită de Hyde când și-a pierdut locul în Senat în 1925;
- Ambii lideri doreau un președinte care să demonstreze că nu este niciun pericol ca președintele să devină dictator autoritar al Irlandei, temeri care erau destul de răspândite în timpul discuțiilor pentru elaborarea constituției în 1937;
- Ambii lideri doreau să-și arate recunoștința față de Conradh na Gaeilge pentru obținerea independenței Irlandei;
- Niciunul din lideri nu dorea să aleagă un catolic, deoarece exista suspiciunea că Irlanda va fi un stat confesional.

### Învestitura
Hyde a fost învestit la 26 iunie 1938 în funcția de președinte al Irlandei, fiind prima persoană care a ocupat-o. Hyde a depus jurământul de învestitură în limba irlandeză, tradiție care s-a păstrat fără abatere până astăzi, deși președintelui îi este permis să rostească jurământul și în engleză. Jurământul său, rostit în dialectul său nativ din Roscommon, rămâne una din puținele înregistrări ale unui dialect de mult dispărut, Hyde fiind unul dintre ultimii săi vorbitori.
După învestitură, s-a mutat în Viceregal Lodge din Phoenix Park, clădire denumită de atunci Áras an Uachtaráin („Reședința președintelui”).

### Președinția
Deși a fost pus în situația de a stabili precedentul privind rolul și comportamentul președintelui, Hyde a ales să-și interpreteze atribuțiile în sensul unei prezențe retrase și discrete. Din cauza vârstei și a sănătății în declin (după un grav atac cerebral suferit în aprilie 1940), el s-a văzut obligat să-și programeze perioade de odihnă în timpul zilei. Lipsa de experiență în chestiuni politice l-a determinat să se bazeze mult pe sfaturile consilierilor săi, mai ales pe cele ale secretarului Michael McDunphy.
Cu mustața sa bogată și personalitatea caldă, Hyde a fost atât un președinte iubit de irlandezi, cât și o persoană agreabilă pentru alți șefi de state. El a corespondat pe teme filatelice cu regele George al V-lea, iar președintele american Franklin D. Roosevelt a spus despre el că este un „domn în vârstă, rafinat și cultivat”.
Cu toate că rolul președintelui Irlandei a fost, și încă este, mai mult ceremonial, Hyde a trebuit să ia și câteva decizii importante în timpul exercitării funcției. În 1944 s-a confruntat cu o criză când guvernul lui de Valera a căzut după un vot în parlament privind legea transporturilor, iar președintele a trebuit să hotărască dacă să dizolve sau nu parlamentul. Conform constituției, președintele Irlandei poate sau nu să dizolve parlamentul (Dáil Éireann) atunci când Taoiseachul „nu mai are susținerea unei majorități”. Dacă parlamentul este dizolvat, se convoacă alegeri anticipate, efectul fiind acela că timp de câteva săptămâni, până la întrunirea noului Dáil, țara nu are legislativ. Din teama că o asemenea criză ar putea facilita o invazie nazistă, care n-ar fi putut fi tratată de un legislativ, în Oireachtas s-au adoptat legi de urgență (conform articolului 28.3.3°) - legea alegerilor generale din 1943  Arhivat în 5 decembrie 2005, la Wayback Machine. - care permitea convocarea alegerilor separat de dizolvarea parlamentului, vechiul Dáil fiind dizolvat chiar înainte de constituirea celui nou. Conform legii, președinele poate refuza să convoace alegeri generale la sfatul unui Taoiseach care nu mai are susținerea majorității în Dáil Éireann. Hyde a avut și această opțiune dar, după ce s-a consultat cu Michael McDunphy, principalul său consilier, a ales să convoace alegeri anticipate.
Conform articolului 26 al constituției, după consultarea Consiliului de Stat, președintele poate contesta o lege sau o parte dintr-o lege la Curtea Supremă, pentru ca aceasta să decidă dacă legea este sau nu constituțională. Hyde a folosit această prerogativă de două ori. Prima oară a fost cazul modificării din 1940 a legii privind ofensele aduse statului, când curtea a decis ca legea este constituțională. A doua oară a fost contestată secțiunea 4 a legii școlarizării din 1942, pe care Curtea a considerat-o neconstituțională. Din cauza articolului 34.3.3° al constituției, validitatea constituțională a legii privind ofensele aduse statului nu mai poate fi contestată în nicio instanță, întrucât decizia privind constituționalitatea ei a fost luată de Curtea Supremă.

## Retragerea și moartea
Mandatul prezidențial al lui Hyde s-a încheiat la 25 iunie 1945, iar el, ajuns la vârsta de 85 de ani, nu a mai candidat pentru un nou mandat. Din cauza sănătății precare, nu s-a mai întors la Ratra, casa lui din Roscommon, rămasă goală de la moartea soției lui la începutul mandatului. El s-a mutat în fosta reședință a secretarului lordului locotenent, o clădire de pe terenul pe care se află și Áras an Uachtaráin, pe care a denumit-o Mica Ratra și în care a trăit ultimii patru ani ai vieții. A murit liniștit la ora 10pm în ziua de 12 iulie 1949, la vârsta de 89 de ani.